# Dorothy Hyman
Dorothy Hyman (Cudworth, 9 maggio 1941) è un'ex velocista britannica, campionessa europea dei 100 metri piani a Belgrado 1962.

## Palmarès
| Anno                                | Manifestazione          | Sede      | Evento      | Risultato  | Prestazione | Note             |
| ----------------------------------- | ----------------------- | --------- | ----------- | ---------- | ----------- | ---------------- |
| In rappresentanza del Regno Unito   |                         |           |             |            |             |                  |
| 1958                                | Europei                 | Stoccolma | 100 m piani | Semifinale | 12"3        |                  |
| 1958                                | Europei                 | Stoccolma | 4×100 m     | Argento    | 46"0        |                  |
| 1960                                | Giochi olimpici         | Roma      | 100 m piani | Argento    | 11"3 w      |                  |
| 1960                                | Giochi olimpici         | Roma      | 200 m piani | Bronzo     | 24"7        |                  |
| 1960                                | Giochi olimpici         | Roma      | 4×100 m     | Finale     | dnf         |                  |
| 1962                                | Europei                 | Belgrado  | 100 m piani | Oro        | 11"3        |                  |
| 1962                                | Europei                 | Belgrado  | 200 m piani | Argento    | 23"7        |                  |
| 1962                                | Europei                 | Belgrado  | 4×100 m     | Bronzo     | 44"9        | Record nazionale |
| 1964                                | Giochi olimpici         | Tokyo     | 100 m piani | 8ª         | 11"9        |                  |
| 1964                                | Giochi olimpici         | Tokyo     | 200 m piani | Semifinale | 23"9 w      |                  |
| 1964                                | Giochi olimpici         | Tokyo     | 4×100 m     | Bronzo     | 44"0        |                  |
| In rappresentanza dell' Inghilterra |                         |           |             |            |             |                  |
| 1958                                | Giochi del Commonwealth | Cardiff   | 4×110 iarde | Oro        | 45"37       |                  |
| 1962                                | Giochi del Commonwealth | Perth     | 100 iarde   | Oro        | 11"2        |                  |
| 1962                                | Giochi del Commonwealth | Perth     | 220 iarde   | Oro        | 24"0        |                  |
| 1962                                | Giochi del Commonwealth | Perth     | 4×110 iarde | Argento    | 46"81       |                  |